# Bosc Comunal de Naüja
El Bosc Comunal de Naüja (oficialment en francès Forêt communale de Nahuja) és un bosc del terme comunal de Naüja, a la comarca de l'Alta Cerdanya, de la Catalunya del Nord.
El bosc, de 1,45 km² està situat en el sector sud-est del terme comunal, també al sud-est del poble de Naüja, en una zona molt boscosa.
El bosc està sotmès a una explotació gestionada per la comuna de Naüja, atès que es bosc és propietat comunal. Té el codi F16250Z dins de l'ONF (Office national des forêts).